# کاظم کارتال
کاظم کارتال (ترکی استانبولی: Kazım Kartal; ۲۸ آوریل ۱۹۳۶ – ۱۳ اوت ۲۰۰۳) هنرپیشه اهل ترکیه بود. وی بین سال‌های ۱۹۶۳ تا ۲۰۰۳ میلادی فعالیت می‌کرد.